# Bo Kaspers Orkester
I Bo Kaspers Orkester sono un gruppo jazz-pop svedese formato nei primi anni '90.

## Formazione

### Formazione attuale
- Bo Sundström
- Fredrik Dahl
- Michael Malmgren
- Mats Schubert

### Ex componenti
- Lars Halapi

## Discografia
- 1993 - Söndag i sängen
- 1995 - På hotell
- 1996 - Amerika
- 1998 - I centrum
- 1999 - Hittills
- 2001 - Kaos
- 2003 - 2003: Vilka tror vi att vi är
- 2004 - Sto-Gbg, live-DVD
- 2006 - Hund
- 2008 - 8
- 2009 - Samling
- 2010 - New Orleans
- 2012 - Du borde tycka om mig
- 2013 - Så mycket Bo Kaspers Orkester